# Les Aspin

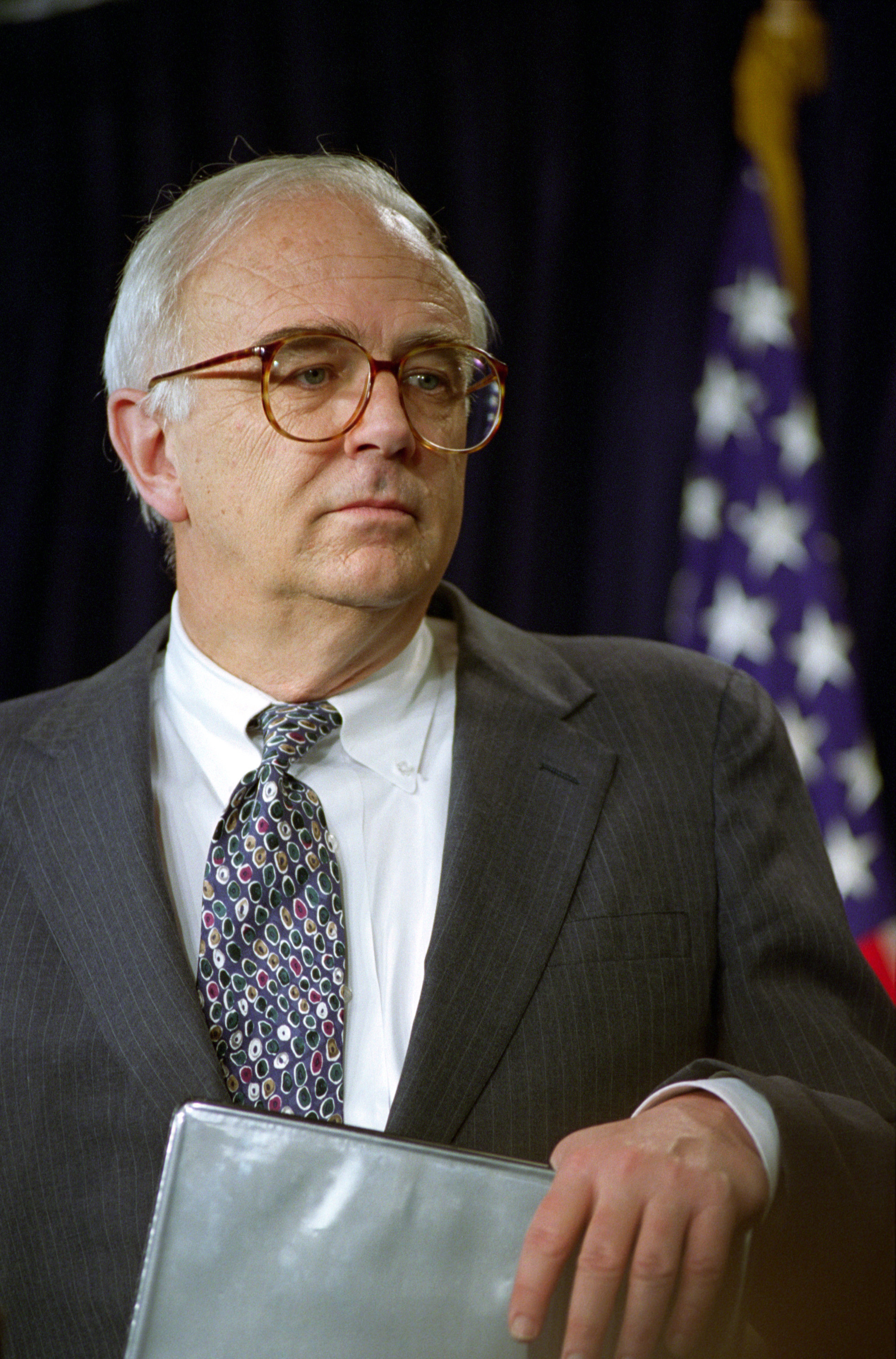
Les Aspin

Leslie Aspin Jr. (* 21. Juli 1938 in Milwaukee, Wisconsin; † 21. Mai 1995 in Washington, D.C.) war ein US-amerikanischer Politiker und US-Verteidigungsminister während der Präsidentschaft von Bill Clinton vom 21. Januar 1993 bis zum 3. Februar 1994.

## Leben
Aspin graduierte summa cum laude 1960 an der Yale University mit den Grad Bachelor in Geschichte. 1962 schloss er an der Oxford University einen Master in Volkswirtschaftslehre ab. 1965 wurde er am Massachusetts Institute of Technology (MIT) in Volkswirtschaftslehre promoviert.
1963 arbeitete er als Assistent für Kennedys Wirtschaftsberater Walter W. Heller, bei dem er schon 1960 ein Praktikum gemacht hatte. 1964 sammelte Aspin als Wahlkampfmanager für William Proxmire, Senator aus Wisconsin, Erfahrung in politischen Kampagnen.
Als Mitglied des Reserve Officer Training Corps (ROTC) in der US Army diente er von 1966 bis 1968 als Systemanalytiker im Verteidigungsministerium unter Verteidigungsminister Robert McNamara.
Bevor er 1970 als Gegner des Vietnamkriegs zur Wahl des US-Kongresses bei den Demokraten kandidierte, lehrte er als Assistant Professor Ökonomie an der Marquette University. Nach einer Neuauszählung gewann er den Sitz von Henry C. Schadeberg im Repräsentantenhaus.

## US-Kongress
Aspin begann seine Karriere im Repräsentantenhaus als Außenseiter, entwickelte aber bald besonderes Interesse und Expertise in Verteidigungsfragen. Vor seiner Amtszeit im Repräsentantenhaus war er gegen die US-Beteiligung am Vietnamkrieg. In seinen ersten Jahren im Kongress veröffentlichte er häufig Presseerklärungen, in denen er sich kritisch über Engpässe äußerte, die er bei den Streitkräften entdeckt hatte. Als er 1985 Vorsitzender des Streitkräfteausschusses wurde, war er als führender Verteidigungsexperte anerkannt. Sein Vorsitz verursachte einige Kontroversen unter den Demokraten im Kongress, insbesondere weil er Ronald Reagans Politik bezüglich der MX-Raketen und die Hilfe an die nicaraguanischen Contras unterstützte. Obwohl er 1987 zeitweilig von seinen demokratischen Parteifreunden von seinem Vorsitz abgelöst wurde, überstand er die Krise und kehrte in sein Amt zurück. Erneut geriet im Januar 1991 seine Beziehung zu vielen Demokraten in eine Krise, als er ein Papier herausgab, in dem er die Regierung von US-Präsident George Bush in ihrer Absicht unterstützte, die irakische Armee mit militärischer Gewalt aus Kuwait zu vertreiben. Die Genauigkeit seiner Vorhersage, dass die USA einen schnellen militärischen Sieg mit wenigen Verlusten erringen könnten, trug zu seiner Reputation als Militärexperte bei.

## Verteidigungsminister

### Ernennung
Aspin diente als Berater von Bill Clinton in Verteidigungsfragen während des Präsidentschaftswahlkampfs 1992. Ausgehend von Clintons mangelnder militärischer Erfahrung und seiner Vermeidung des Militärdienstes während des Vietnamkriegs schien die Berufung eines prominenten und respektierten Verteidigungsexperten als Chef des Verteidigungsministeriums wünschenswert. Wegen Aspins führender Position im Kongress war seine Sicht zu Verteidigungsfragen allgemein gut bekannt. Er war skeptisch bezüglich der Strategic Defense Initiative (SDI) und favorisierte eine kleinere US-Marine, US-Truppenreduzierungen in Europa und weitergehende Reduktion des Militärpersonals. Diese Positionen zusammen mit der Annahme, dass Aspin auf weitere substantielle Schnitte im Verteidigungsbudget drängen werde, besorgten das Militär. Die Chefs in der Rüstungsindustrie begrüßten die Wahl Aspins, weil er eine entwicklungsfähige rüstungsindustrielle Basis erhalten werde. Obwohl intensiv befragt, wurde Aspin durch den US-Senat erfolgreich bestätigt.

### Politische Ziele

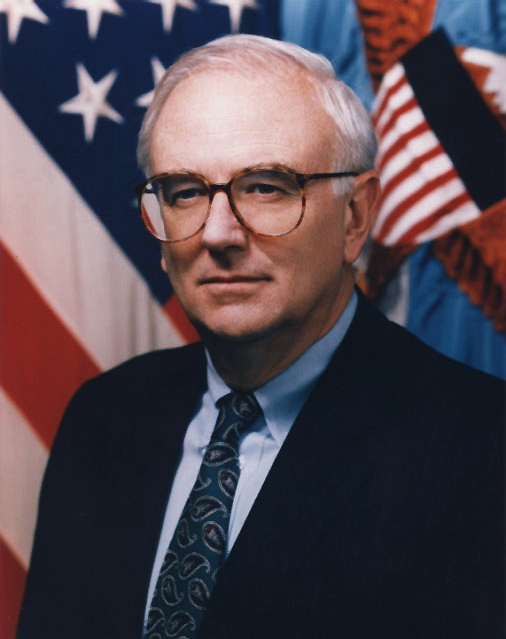
Das offizielle Porträt von Verteidigungsminister Les Aspin

Kurz nach seiner Amtsübernahme diskutierte Aspin Gefahren, die mit dem Ende des Kalten Krieges auftauchten: die Unsicherheit, ob Reformen in der früheren Sowjetunion Erfolg haben würden; die erweiterte Möglichkeit, dass Terroristen oder terroristische Staaten sich Atomwaffen beschaffen könnten; die wahrscheinliche Proliferation regionaler Konflikte und das Scheitern angemessener Reaktionen der heimische Industrie auf staatliche Einflussnahme wegen nationaler Sicherheitsinteressen. Wegen dieser gegebenen Umstände und des Endes des Kalten Krieges schien es klar, dass das Pentagon in eine Periode potentiell tiefgreifender Änderungen eintrat. Aspin schien dabei die erste Wahl für das Management eines solchen Wechsels zu sein.
Wie sich herausstellte, hatte Aspin von Beginn an gesundheitliche Schwierigkeiten. Ernste Herzbeschwerden zwangen ihn bereits im Februar 1993 für einige Tage ins Krankenhaus, nachdem er gerade einen Monat im Amt war. Einen Monat später musste er erneut ins Krankenhaus, um einen Herzschrittmacher eingesetzt zu bekommen. Obwohl er sofort mit der hochkontroversen Frage nach dem Umgang mit Homosexuellen im Militär umzugehen hatte, wird seine Amtszeit kontrovers beurteilt.

### Beseitigung von Geschlechterdiskriminierung im Militär
Im Wahlkampf 1992 hatte Clinton angekündigt, die Diskriminierung von Homosexuellen zu beenden. Während der Anhörungen zu seiner Bestätigung im Amt durch den Senat kündigte Aspin schnelle Schritte an und beim Amtsantritt präsentierte er dem Präsidenten einen Plan, das Thema mit dem US-Kongress und den Vereinigten Stabschefs zu diskutieren und legte einen Zeitplan vor, der zu einem Befehl über den Umgang mit diesem Thema führen sollte. Dieser Plan provozierte breiten Protest von allen Seiten. Das Resultat dieser Kontroverse beschädigte politisch sowohl Clinton, als auch Aspin und wogte bis in den Dezember 1993 fort, als Aspin nach vielen Monaten der Mehrdeutigkeiten, Konfusion und weiterer Kontroversen eine neue Regelung veröffentlichte, die als „nicht fragen, nicht erzählen“ (Don’t ask, don’t tell)-Politik zum Umgang mit Homosexualität in den Streitkräften bekannt wurde: Bewerber würden nicht nach ihrer sexuellen Orientierung befragt und Homosexualität wird niemanden für den Dienst in den Streitkräften disqualifizieren, soweit nicht durch homosexuelles Verhalten bekundet. Militärpersonal werde beurteilt nach Eignung für den Dienst, nicht nach sexueller Orientierung. Ausschluss aus dem Dienst werde bei homosexuellem Verhalten erfolgen, gleichgeschlechtlicher Heirat oder Erklärungen eines Einzelnen, dass er oder sie bi- oder homosexuell sei, wobei der Person die Gelegenheit gegeben werde, die Annahme homosexuellen Verhaltens zu widerlegen. Es würde keine Kriminaluntersuchungen des Verteidigungsministeriums oder der Justiz stattfinden, um lediglich die sexuelle Orientierung eines Soldaten zu bestimmen und Fragen nach der sexuellen Orientierung würden nicht in die persönlichen Sicherheitsfragebögen aufgenommen. Letztlich würden Soldaten durch das Verteidigungsministerium informiert über die Politik bezüglich sexuellen Verhaltens während Übungen. Diese Kompromisspolitik, „nicht fragen, nicht erzählen“, wurde nach einer quälenden und entzweienden öffentlichen Debatte veröffentlicht, stellte aber keine der betroffenen Parteien komplett zufrieden.
Auf der gesellschaftlichen Seite hatte Aspin mit der Frage nach Soldatinnen in Kampftruppen umzugehen. Im April 1993 kündigte er an, die Politik bezüglich der Verpflichtung von Frauen in den Streitkräften zu revidieren: Die Streitkräfte hatten Frauen Zugang zur Verpflichtung für Kampfflugzeuge zu gewähren; die Marine hatte weitere Schiffe für Frauen zu öffnen und einen Vorschlag für den US-Kongress vorzulegen, der die existierenden gesetzlichen Zugangsbarrieren von Frauen auf Kriegsschiffen abschafft, und die Army und das Marine Corps hatten Gelegenheiten für Frauen in solchen Einheiten wie Feldartillerie und Flugabwehr zu schaffen. Zwischenzeitlich wurde Sheila Widnall als Ministerin der Luftwaffe die erste weibliche Ministerin der Streitkräfte überhaupt.

### Verteidigungsetat und Umkehrverfahren
Die schwierigste Herausforderung für Aspin war die Entwicklung des Verteidigungsetats für das Haushaltsjahr 1994, beginnend mit dem 1. Oktober 1993. Der Haushaltsprozess wurde komplizierter geprüft als üblich wegen Clintons Wahlkampagne, in der er für die Reduzierung des Verteidigungsetats plädiert hatte, sowie für die Umkehr der militärischen Struktur, die durch Aspin kurz nach seiner Amtsübernahme angeordnet wurde. Das Ende des Kalten Krieges und die daraus resultierende Gelegenheit zur Reduzierung der Militärausgaben rief nach einem Neubewertungsprozess, zu dem das Bottom-up-Verfahren (Umkehrverfahren) beitragen konnte. Eine Steuerungsgruppe im Pentagon, der der Staatssekretär für Akquisition und Technologie, John M. Deutch, vorsaß und der Repräsentanten verschiedener OSD-Dienststellen, der Vereinigten Stäbe und der Teilstreitkräfte angehörten, führte den Neubewertungsprozess durch. Wegen der wachsenden Bedrohung regionaler Konflikte wünschte Aspin eine starke Fähigkeit, begrenzte militärische Operationen, einschließlich friedensbewahrender, auszuführen und in Friedenszeiten eine starke Präsenz US-amerikanischer Streitkräfte überall in der Welt.
Der Bottom-up-Neubewertungsprozess, den Aspin im September 1993 präsentierte, stellte strategische Formulierungen, Streitkräftestruktur, Waffensystemmodernisierung und Verteidigungsinfrastruktur auf den Prüfstand. Der Bericht plante eine verringerte Streitkräftestruktur mit erhaltenen Fähigkeiten zur Führung von und Sieg in zwei gleichzeitig stattfindenden wichtigen regionalen Konflikten. Die Streitkräfte würden zehn aktive Armeedivisionen, elf Flugzeugträgergruppen, 45 bis 55 Angriffs-U-Boote und ungefähr 345 Schiffe, fünf aktive Marinebrigaden sowie 13 aktive und sieben Reserve-Luftwaffe-Jagdgeschwader umfassen. Der Bericht plädierte ebenfalls für zusätzliche vorgeschlagene Ausrüstung und Luft- und Seetransportkapazitäten, verbesserte präzisionsgelenkte und Antipanzerung-Munition und verbesserte Kampfbereitschaft der Nationalgarde.
Das Résumé des Bottom-up-Revisionsprozesses beeinflusste die Entwicklung des Verteidigungshaushalts 1994, obwohl mit detaillierter Arbeit am Budget bereits bei der Amtsübernahme begonnen wurde. Im März 1993 unterbreitete Aspin für das Haushaltsjahr 1994 einen Haushaltsentwurf von 263,4 Mrd. US$, etwa 12 Mrd. US$ unter dem damaligen Niveau, in dem die Haushaltseinschnitte in den Streitkräften entsprechend dem späteren Bottom-up-Revisionsprozess berücksichtigt waren. Zum Ärger einiger Kritiker hoher Militärausgaben unterschied sich Aspins Haushaltsentwurf nur wenig von dem der Bush-Regierung.
Im Herbst 1993 begann Aspin dem Weißen Haus bekanntzugeben, dass das Fünfjahresverteidigungsbudget, das die Resultate des Revisionsprozesses berücksichtigte, um mehr als 1 Billion US$ die Planung der Clinton-Regierung überschritt. Im Dezember 1993 schätzte er das Defizit als mindestens 50 Mrd. US$ als Konsequenz von ungenauer Inflationsschätzung, Anstieg militärischer Solde und Fehlern zu Lasten anderer Pentagonkosten einschließlich friedenserhaltender Maßnahmen. Der Umfang der benötigten Streitkräfte, um die zu berücksichtigenden beiden regionalen Kriegsszenarien zu beherrschen, trug zum geplanten Haushaltsdefizit bei. Weiterhin wurde Aspin als Anhänger des Gebrauchs von US-Truppen in Regionalkonflikten geschildert, im Unterschied zu anderen Entscheidungsträgern einschließlich General Colin Powells, des Vorsitzenden der Vereinigten Stabschefs. Aspins Abschied vom Amt Anfang 1994 hinterließ seinem Amtsnachfolger weitere Haushaltsentscheidungen. Letztlich  belief sich der Verteidigungsetat 1994 etwas unter 252 Mrd. US$ in seinen Gesamtverpflichtungsermächtigungen.
Wie auch seine Vorgänger Frank Carlucci und Dick Cheney beschäftigte sich Aspin mit dem ständigen Thema der Schließung von Militärbasen, das ebenfalls auf den Verteidigungshaushalt Einfluss hatte. Im März 1993 gab er einen Plan zur Schließung von 31 weiteren großen Militäreinrichtungen und zur Verkleinerung oder Konsolidierung von 134 weiteren Standorten heraus, die geplante Einsparungen von 3 Mrd. US$ jährlich ab dem Jahr 2000 erbringen sollten. Eine neue Verteidigungsstandortschließungs- und -neuordnungskommission bestätigte den Vorschlag, der mit Verabschiedung des Paket durch den Kongress gültig wurde.
Das SDI-Programm beinhaltete ebenfalls weitere Einflüsse auf den Etat. Im Mai 1993 verkündete Aspin „das Ende der Star-Wars-Ära“, wobei er erklärte, dass der Kollaps der Sowjetunion das Schicksal von SDI bestimmt hätte. Er benannte die Strategische Verteidigungsinitiativorganisation in Ballistische Raketen Abwehrorganisation (BMDO) um und stellte ihre Prioritäten auf Kriegsschauplatz- und nationale Raketenabwehr und nützliche Nachfolgetechnologien ein. Aspins Übertragung der Verantwortung für BMDO auf den Verteidigungsstaatssekretär für Akquisition und Technologie signalisierte die Herabsetzung der Bedeutung dieses Programms.

### Globale Krisen und Initiativen
Während seiner Suche nach Lösungen für das komplexe Etat- und Streitkräftestrukturthema sah sich Aspin von schwierigen regionalen Problemen und Konflikten umgeben, die Entscheidungen und Aktionen erforderten.
In der NATO schob er das von den USA geförderte „Partnerschaft für den Frieden“-Programm an, um Mitglieder und Nichtmitglieder der NATO bei militärischen Aktivitäten einschließlich Militärmanövern, Ausrüstungsteilung, Suche und Rettung, Antiterrorismusanstrengungen, Umweltsanierungen und friedenserhaltenden Maßnahmen zusammenzubringen. Bei einem Treffen in Brüssel im Dezember 1993 stimmten die NATO-Verteidigungsminister zu, für weitere Allianzmitgliedschaften der Nicht-NATO-Nationen eine Teilnahme am Programm in Betracht zu ziehen. Russlands Präsident Boris Jelzin warnte, dass weitere Versuche, osteuropäische Nationen in die NATO zu bringen, die strategischen Interessen seines Landes bedrohen und die Hoffnungen des früheren Sowjetblocks auf Wiedervereinigung mit dem Westen gefährden werden. Jelzin argumentierte, dass eine vergrößerte NATO alte russische Befürchtungen von Umzingelungen wieder erwachen ließen und den Prozess demokratischer Reformen möglicherweise schwächen könnten.
Die unsichere Lage in Haiti, wo der gewählte Präsident Jean-Bertrand Aristide durch das Militär im September 1991 aus seinem Amt vertrieben wurde, wies auf ein weiteres regionales Problem hin. Die USA übten auf die Militärregierung Druck aus, um Aristide wieder an die Macht zu bringen. Im Juli 1993 stimmte das haitianische Militärregime zu, Aristide ab 30. Oktober 1993 wieder in sein Amt einzusetzen, lehnte dann aber seinen Rücktritt doch ab. Im Oktober entsandten die USA die USS Harlan County mit 200 Mann nach Port-au-Prince, der Hauptstadt Haitis, in einem gegen Aspins Willen von Clinton angeordneten Einsatz. Als es auf einen bewaffneten feindlichen Mob Haitianer stieß, drehte das Schiff ohne Versuch ab, seine Mission auszuführen, die das Pentagon als Anstrengung zur Professionalisierung des Haitianischen Militärs und zur Unterstützung ziviler Hilfsprojekte beschrieben hatte. Einige Beobachter griffen Aspin an, keinen festeren Standpunkt gegen die von ihm abgelehnte Operation in der Regierung eingenommen und dann den Einsatz angesichts der lokalen Opposition abgebrochen zu haben.
Während Aspins Amtszeit wurden US-amerikanische Besorgnisse laut, dass das kommunistische Nordkorea ein aktives Atomwaffenprogramm haben könnte, als dieses Land die Erlaubnis zur vollen Inspektion seiner Nuklearanlagen ablehnte. Im November 1993 forderte Nordkorea, dass die USA und Südkorea ein gemeinsames Militärmanöver als Vorbedingung für Verhandlungen über das Atomthema absagten. Aspin lehnte diese Forderung ab und kündigte an, dass die USA Pläne zum teilweisen Abzug ihrer Truppen von der Halbinsel aussetzen werden.
Am Persisch-Arabischen Golf blieb der Irak ein Problem. Im Juni 1993 feuerten zwei Schiffe der US-Marine Tomahawk-Raketen auf das Hauptquartier des irakischen Geheimdienstes in Bagdad als Erwiderung auf geheimdienstliche Informationen über einen geplanten Anschlag auf den früheren US-Präsidenten Bush während eines Besuchs in Kuwait. Aspin beschrieb den Angriff als einen „Weckruf“ für Saddam Hussein. Zwei Monate später erhielt Aspin einen Bericht über die US Militärleistung während des Ersten Irakkrieges 1991, das Resultat einer Studie, die vom Streitkräfteausschuss des Kongresses, dem er vorsaß, in Auftrag gegeben worden war. Der Bericht kam zu dem Schluss, dass das US-Zentralkommando die Schäden durch die Luftangriffe an der irakischen Militärausrüstung, wie Panzern und Marineschiffen maßlos übertrieben habe. Aspin hatte ebenfalls die Frage von Gesundheitsproblemen von US-Soldaten, die an Operationen gegen den Irak teilgenommen hatten, in Betracht zu ziehen. Er gab bekannt, dass eine Voruntersuchung keine Verbindungen zwischen Giftstoffen in Chemiewaffen und den berichteten Gesundheitsproblemen enthüllt hätte. Trotzdem berief er eine Expertenkommission von außerhalb des Militärs ein, die das Thema weiter untersuchen sollte.
Die sich steigernde Krise in Bosnien und Herzegowina verlangte Aufmerksamkeit und forderte nach einer US-Antwort. Aspin favorisierte keine Bodentruppen, um in den Krieg einzugreifen, aber der Einsatz von High-tech-Waffen, wie Cruise-Missiles stellte für ihn eine erwägenswerte Option dar. Später entschied sich die Regierung für einen Luftabwurf von humanitären Hilfsgütern, obwohl Aspin diesen Plan nicht für gut hielt.
Somalia stellte sich als Aspins größter „Kopfschmerz“ heraus. Ein Bürgerkrieg, an dem zahllose Clans beteiligt waren, überzog das Land seit 1991. Direktes US-Engagement, das auf Vorschlag von US-Präsident Bush sen. im August 1992 begann, versorgte die Bevölkerung Somalias mit Nahrungsmitteln und anderem mittels Lufttransporten. Im Dezember 1992, kurz bevor Aspin Verteidigungsminister wurde, traten die USA einer neuen, auf US-Wunsch mit Zustimmung der UNO aufgestellten Vereinigten Task Force (UNITAF) bei, die sowohl Sicherheit als auch Nahrungsmittelhilfe bringen sollte. Die USA entsandten eine Vorhut von 26.000 Soldaten nach Somalia, die später zusammen mit 13.000 weiteren Soldaten aus 20 Nationen, darunter erstmals auch Bundeswehrsoldaten, zusammenarbeitete. UNITAF arbeitete bis Mai 1993, stellte die Sicherheit in Somalia wieder her und verteilte Nahrungsmittel.
Nach massiver Kritik in den Medien, dass die UNITAF mehr um die eigene als um die öffentliche Sicherheit bedacht sei und nichts zur Entwaffnung der Warlords und ihrer bewaffneten Milizen unternommen habe, unternahm die Operation Somalia-2 (UNOSOM-2) im Mai 1993 eine Anstrengung, um Verhältnisse zu schaffen, in denen die Somalis ihren Staat wieder aufbauen könnten. Die USA reduzierten im August 1993 ihre Truppen in Somalia auf etwa 4.000 Soldaten und zusätzliche 400 Army Rangers. Zu dieser Zeit wuchs Kritik zu Hause in den USA, dass sie immer tiefer in die Bürgerkriegsgewalt gezogen werde ohne ein klares, rationales Konzept. Aspin antwortete, dass die US-Truppen solange blieben, bis Ruhe und Ordnung in der somalischen Hauptstadt Mogadischu wiederhergestellt und Fortschritte bei der Entwaffnung rivalisierender Clans gemacht worden seien, und eine wirksame Polizeitruppe in den wichtigsten Städten des Landes operieren werde. Zur gleichen Zeit steigerten die USA ihre militärischen Anstrengungen gegen den wichtigsten somalischen Warlord Mohammed Farah Aidid, der die USA offen herausforderte.

### Kritik und letzte Tage im Amt
Im September 1993 bat General Powell Aspin, die Forderung des US-Kommandanten in Somalia nach Panzern und gepanzerten Fahrzeugen für seine Streitkräfte zu bewilligen, doch Aspin lehnte die Anforderung ab. Kurz danach töteten Aidids Milizen in Mogadischu 19 US-Elitesoldaten und verletzten mehr als 75 bei dem misslungenen Versuch der Amerikaner bzw. UNO-Truppen, Aidid mit einem Kommandounternehmen gefangen zu nehmen. In dieser Schlacht von Mogadischu geschahen auch die Abschüsse von drei US-Hubschraubern und die Gefangennahme eines Piloten. Die Leichen von getöteten US-Elitesoldaten wurden vor laufenden Kameras durch die Straßen Mogadischus geschleift und geschändet. Angesichts ernster Kritik aus dem US-Kongress gab Aspin zu, dass er, rückblickend betrachtet, einen Fehler gemacht habe, wobei er jedoch unterstrich, dass die geforderte gepanzerte Ausrüstung für die Auslieferung der humanitären Hilfe angefordert wurde, nicht aber zum Schutz von Truppen. Bei seinem Auftritt vor dem Kongressausschuss zur Beantwortung von Fragen bezüglich des Somalia-Desasters machte Aspin einen unvorteilhaften Eindruck und erschien weich in Antwort auf gezielte Fragen und Kritik an seiner Leistung. Der Präsident verteidigte Aspin, machte aber auch klar, dass das Weiße Haus nicht an der Entscheidung, keine gepanzerte Verstärkung nach Somalia zu entsenden, beteiligt war. Einige Kongressmitglieder forderten von Clinton Aspins Ablösung.
Am 15. Dezember 1993 kündigte Präsident Clinton Les Aspins Rücktritt aus persönlichen Gründen an. Ausgehend von den Problemen, die Aspin während seiner kurzen Amtszeit zu bewältigen hatte, hauptsächlich die Verluste in Mogadischu, schlossen Beobachter, dass der Präsident ihn um seinen Rücktritt gebeten habe. Spekulationen in den Medien kreisten um die Peinlichkeit von Somalia und seine Differenzen mit dem Amt für Verwaltung und Haushaltswesen, wie der Verteidigungshaushalt reduziert werden sollte. Die Gesundheitsprobleme des Verteidigungsministers könnten natürlich ebenfalls ein Faktor gewesen sein. Ein Nachrichtenmagazin betonte, Aspins Haupthandicap sei „weder sein bekanntermaßen unmilitärisches Auftreten, noch seine mangelnde Disziplinierung seiner selbst oder der enormen Pentagon-Bürokratie, sondern sein Instinkt als Politiker für einen Mittelweg bei Verteidigungsthemen.“ („... neither his famously unmilitary bearing nor his inability to discipline himself or the enormous Pentagon bureaucracy; it is his politician's instinct for the middle ground on defense issues.“)

## Späteres Leben
Aspin diente weiterhin bis zum 3. Februar 1994 als Verteidigungsminister, als William Perry sein Amt übernahm. Er ging dann zum Programm für Internationale Angelegenheiten der Fakultät der Marquette University in Washington. Im März wurde er Mitglied der Kommission für Rollen und Missionen und im Mai wählte ihn Clinton zum Vorsitzenden des Beratungsausschusses des Präsidenten zu Auswärtigen Nachrichtendiensten. Im März 1995 nahm er seine Arbeit als Vorsitzender einer weiteren Beratungsgruppe zu Rolle und Fähigkeiten der Nachrichtendienste auf.
Am 21. Mai 1995 starb Aspin in Washington an einem Schlaganfall. Die Marquette University benannte ihr Washingtoner Regierungszentrum zu Ehren von Aspin.